# 1612
1612 (MDCXII) fue un año bisiesto comenzado en domingo según el calendario gregoriano.

## Acontecimientos
- Fundación del Archivo Apostólico Vaticano
- Juicio de Bitcse contra los colaboradores de la condesa Erzsébet Báthory de Transilvania, supuesta asesina en serie.
- 24 de mayo: fundación de Neiva por Diego de Ospina y Medinilla, en el valle alto del río Magdalena, Colombia.

## Nacimientos
- 15 de febrero: Paul de Chomedey, explorador francés, fundador de Montreal.
- 22 de febrero: George Digby, político y dramaturgo inglés.
- 16 de junio: Murad IV, sultán del Imperio otomano (1623-1640).
- Simón Contarini, artista italiano.
- Luis Le Vau, arquitecto francés.

## Fallecimientos
- 30 de septiembre: Federico Barocci, pintor italiano.
- 4 de octubre: Cesare Aretusi, pintor italiano (n. 1549)
- 10 de octubre: Bernardino Poccetti, pintor italiano (n. 1548)
- Christopher Clavius gran matemático, astrónomo y gnomonicista.
- Boldizsar, gran filósofo, astrónomo y pensador.
- Martín de Aranda Valdivia, jesuita chileno que fue víctima del martirio de Elicura.